# Макальпины
Макальпины — династия королей Альбы с 841 года, пиктов с 843 года, Стратклайда в 889—1018. Её основателем был Кеннет Макальпин, объединивший Дал Риаду и Пиктское королевство и создавший королевство Альба.
Позже, благодаря объединению королевств Альбы и Стратклайда, было создано королевство Шотландия.
Королевская ветвь в мужском поколении пресеклась в 1034 году, но ряд родов (Данкельдская династия, Морейская династия, клан Макальпин) возводили свою родословную к этой династии.

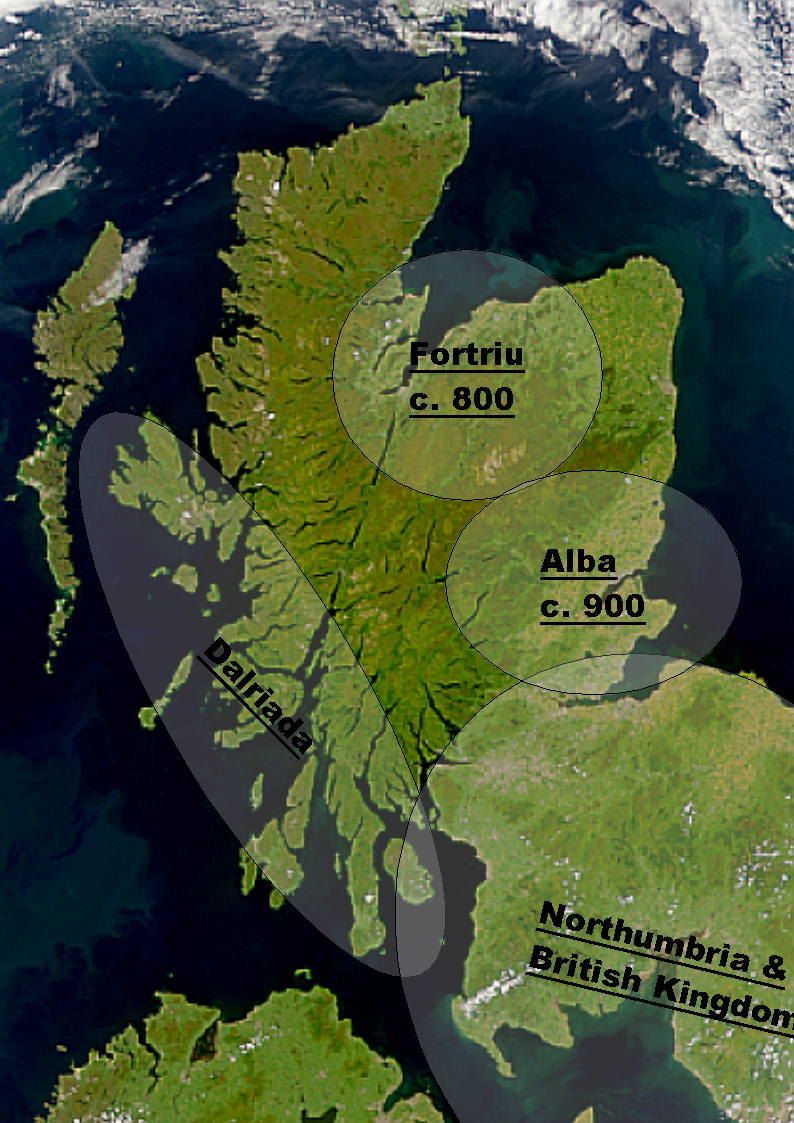
Шотландия в начале правления династии Макалпин

## Генеалогия
- Альпин (-834) Король Дал-Риады.
  - Кеннет МакАльпин (-859) Сын Альпина. Король Далриады и пиктов. В 843 году объединил их в королевство Альба
    - Константин I (-877) Сын Кеннета I. Король с 863 года. О потомках см. ниже
    - Аэд I (-889) Сын Кеннета I. Король с 877. О потомках см. ниже.
    - дочь Кеннета I, жена Руна (ум. 877), короля Стратклайда с 872 года. Мать Эохейда (умер в 889) — короля Стратклайда с 877 года , короля Альбы с 878 года.
    - дочь Кеннета I, жена Олава I Белого (ок. 840—871), короля Дублина с 853 года
    - дочь Кеннета I, жена Аэда IV (ум. 879), верховного короля Ирландии с 861 года, короля Айлеха с 855 года

  - Дональд I (- 863) Сын Альпина. Король Альбы в 859—863 годы

### Потомки Константина I
- Дональд II (-900) Сын Константина I. Король с 889
  - Малькольм I (-954) Сын Дональда II. Король в 942—954
    - Дуфф (умер в 967) Сын Малькольма I. Король с 962 года
      - Кеннет III (- 25 марта 1005) Сын Дуффа. Король с 997 года
        - Гирик (- 1005) Сын Кеннета III
        - Гиллекомган (-999) Сын Кеннета III
          - сын Гиллекомгана
            - дочь сына Гиллекомгана (-1035) жена Катала, короля Западного ЛейстераШотландия в конце правления династии Макальпин

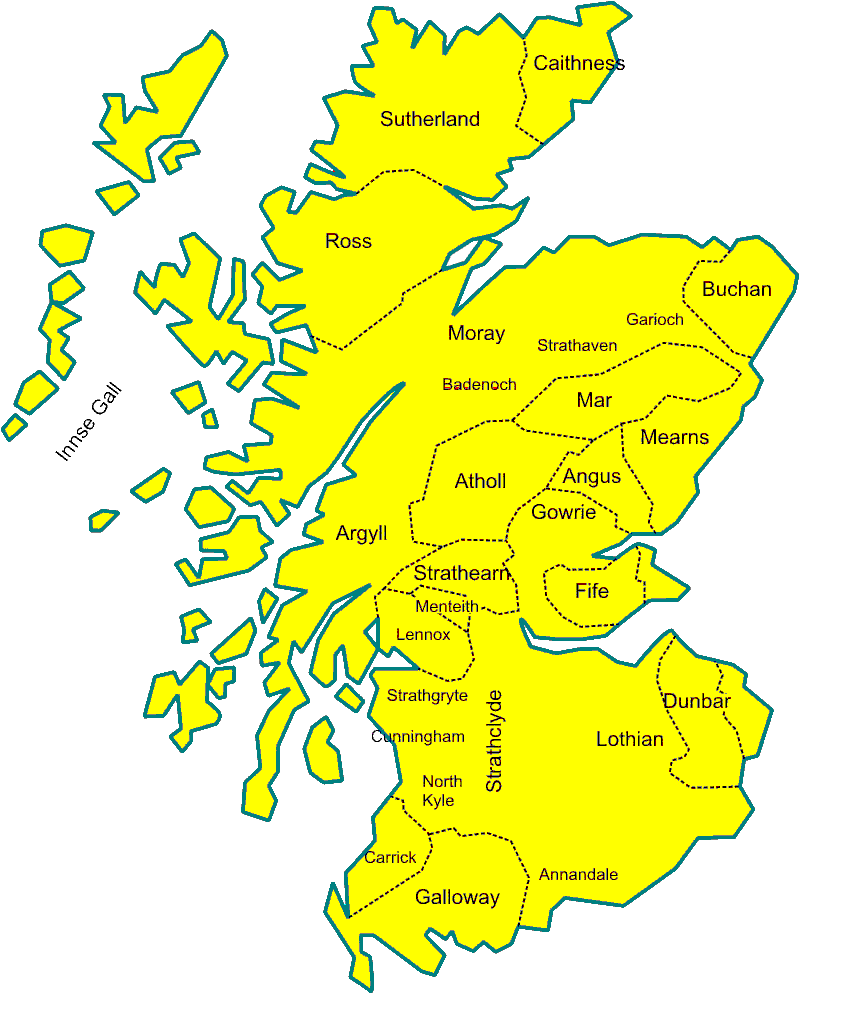
Шотландия в конце правления династии Макальпин

        - Боеде (- 1033) Сын Кеннета III
          - Гилле Сын Боеде
          - Груох (ок. 1015 —) Дочь Боеде, жена 1) Гиллекомгана мормэра Морея 2) жена Макбета короля Шотландии

    - Кеннет II (-995) Сын Малькольма I. Король с 971 года
      - Малькольм II (953—1034) Сын Кеннета II. Король с 1005
        - Беток Дочь Малькольма II. Жена Кринана, мормэра Атолла. Мать Дункана I МакКринана, короля Шотландии (из Данкельдской династии).
        - Донада (Алиса) Дочь Малькольма II. Жена Финдлеха МакРори Морейского. Мать Макбета, короля Шотландии (из Морейской династии).
        - дочь Малькольма II. Жена Сигурда II, ярла Оркнейского(-1014).

    - Кеннет  (ок.995) Сын Малькольма I.

### Потомки Аэда
- Константин II (ум. 952) Сын Аэды. Король Альбы в 900 — 943 годы
  - Индульф (умер в 962) Сын Константина II. Король Альбы с 954 года
    - Кулен (сгорел в 971) Сын Индульфа. Король Альбы с 967 года
      - Константин III (умер в 997) Сын Кулена. Король Альбы с 995 года

    - Эохад (сгорел в 971) Сын Индульфа.
    - Амлаф (умер в 977) Сын Индульфа. Боролся за титул короля Альбы в 973—977 годы

  - Эоган (-937) Сын Константина II
  - Келлах (-937) Сын Константина II
  - дочь Константина II, жена Олава II, короля Дублина
- Дональд II (ум. 934) Сын Аэды. Король Стратклайда в 908—916 годы
  - Эоган (-934/937) Сын Дональда. Король Стратклайда с 915 года
    - Дональд III ( — 971) Сын Эогана. Король Стратклайда в 937—971
      - Амдарх (-973) Сын Дональда III. Король Стратклайда в 971—973
      - Малкольм I (-997) Сын Дональда III. Король Стратклайда в 973—997 годы
      - Эоган II (-1018) Сын Дональда III. Король Стратклайда в 997—1018 годы